# Diecezja San Andrés Tuxtla
Diecezja San Andrés Tuxtla (łac. Dioecesis Sancti Andreae de Tuxtla; hiszp. Diócesis de San Andrés Tuxtla) – jedna z 73 diecezji obrządku łacińskiego w Kościele katolickim w Meksyku w stanie Veracruz ze stolicą w San Andrés Tuxtla. Ustanowiona diecezją 23 maja 1959 konstytucją apostolską Quibus christiani przez Jana XXIII. Biskupstwo jest sufraganią archidiecezji Jalapa.

## Historia
23 maja 1959 papież Jan XXIII konstytucją apostolską Quibus christiani erygował diecezję San Andrés Tuxtla. Dotychczas wierni z tych terenów należeli do archidiecezji Jalapa i diecezji Tehuantepec.
9 czerwca 1962 roku diecezja utraciła część swego terytorium na rzecz nowo powstającej diecezji Veracruz, zaś 14 marca 1984 roku na rzecz diecezji Coatzacoalcos.

## Biskup

### Biskup diecezjalny
- bp José Luis Canto Sosa – ordynariusz (od 2021)